# امبلساید، ادمانتون
امبلساید، ادمانتون (به انگلیسی: Ambleside, Edmonton) یک منطقهٔ مسکونی در کانادا است که در آلبرتا واقع شده‌است.

## خصوصیات
امبلساید ۳٫۳۱ کیلومترمربع مساحت و ۲٬۳۲۸ نفر جمعیت دارد و ۶۸۳ متر بالاتر از سطح دریا واقع شده‌است.